# Kostiantínivka (Bojodújiv)
Kostiantínivka (en ucraniano: Костянтинівка, romanizado: Kostiantýnivka) es un pueblo ucraniano perteneciente al óblast de Járkov. Situado en el noreste del país, es parte del raión de Bojodújiv y parte del municipio (hromada) de Bojodújiv.

## Toponimia
El nombre del pueblo en otros idiomas de importancia local es Konstantínovka (en ruso: Константиновка). 

## Geografía
Kostiantínivka está situado a orillas del río Merla, 23 km al sur de Krasnokutsk y 100 km al oeste de Járkiv. 

## Historia
El pueblo fue fundado en torno a 1780 como la granja Gruzke (en ucraniano: Грузьке), poblada con ucranianos originarios de Cherkasi. En 1885, el lugar se renombró como Kostiantínivka y pasó a ser centro del vólost homónimo en el uyezd de Bojodújiv de la gobernación de Járkov.  
El pueblo recibió el estatus de asentamiento de tipo urbano en 1938.
Durante la Segunda Guerra Mundial, Kostiantínivka fue ocupada por la Alemania nazi de octubre de 1941 a agosto de 1943. 
Hasta el 18 de julio de 2020, Kostiantínivka fue parte del raión de Krasnokutsk. El raión se abolió en julio de 2020 como parte de la reforma administrativa de Ucrania, que redujo el número de raiones del óblast de Járkiv a siete. El área del raión de Krasnokutsk se fusionó con otros en el raión de Bojodújiv.En 2023, Kostiantínivka perdió el estatus de asentamiento de tipo urbano debido a la eliminación de este estatus administrativo.

## Demografía
La evolución de la población de Kostiantínivka entre 1864 y 2022 fue la siguiente:
| 1098                                                          | 1203 | 1745 | 2381 | 1364 | 1293 | 1181 | 1127 |
| (Fuente: Cities & Towns of Ukraine y UKRAINE: Größere Städte) |      |      |      |      |      |      |      |

## Infraestructura

### Transporte
La estación de tren más cercana, Kolómak, a 15 km, es parte de la línea férrea que conecta Járkiv y Poltava. El asentamiento tiene acceso al sur, a través de Kolómak, a la autopista M03 que conecta Járkov con Kiev, y al oeste a la autopista H12 que conecta Poltava y Sumy.

## Personas importantes
- Yevhen Shcherban (1946-1996): empresario y político ucraniano, miembro de la Rada Suprema de Ucrania.